# Freak (låt)
Freak är en låt av Silverchair. Låten återfinns på albumet Freak Show från 1997, och finns även på singel. Precis som singeln "Tomorrow" nådde "Freak" nummer 1 på topplistan i Australien. Det var den sista singeln som Silverchair släppte som nådde nummer 1 i Australien, tills singeln "Straight Lines" år 2007.
Låten var även något av en hit i Kanada, då den nådde nummer 12 på topplistan där.